# Giải bóng đá Vô địch U-21 Quốc gia 2021
Giải bóng đá Vô địch U-21 Quốc gia 2021, tên gọi chính thức là Giải bóng đá Vô địch U-21 Quốc gia Thanh Niên 2021, là mùa giải thứ 25 của Giải bóng đá Vô địch U-21 Quốc gia do Liên đoàn bóng đá Việt Nam (VFF) phối hợp với báo Thanh Niên tổ chức. Mùa giải lần này diễn ra theo hai giai đoạn, với giai đoạn vòng loại từ ngày 2 tháng 12 đến ngày 16 tháng 12 năm 2021. Vòng chung kết của giải, gồm 8 đội bóng, được tổ chức tại Hưng Yên từ ngày 19 tháng 12 đến ngày 28 tháng 12 năm 2021.

## Vòng loại
18 đội bóng tham dự vòng loại được chia làm 3 bảng:
- Bảng A: Hà Nội – Đông Á Thanh Hóa – Hoàng Anh Gia Lai – Khánh Hòa – Gia Định – Đồng Nai
- Bảng B: PVF Hưng Yên – Nam Định – SHB Đà Nẵng – Thừa Thiên Huế – Thành phố Hồ Chí Minh – Đồng Tháp
- Bảng C: Viettel – Sông Lam Nghệ An – Học viện NutiFood – Becamex Bình Dương- Quảng Nam – Bến Tre.[4]

Ở mỗi bảng, các đội thi đấu vòng tròn một lượt tính điểm. Hai đội đứng đầu mỗi bảng và đội đứng thứ ba có thành tích tốt nhất sẽ cùng đội chủ nhà thi đấu tại vòng chung kết. Trong trường hợp đội chủ nhà vòng chung kết kết thúc vòng loại với vị trí trong nhóm 7 đội ở trên, đội đứng thứ ba có thành tích tốt tiếp theo cũng sẽ giành quyền tham dự vòng chung kết. Lần đầu tiên tại vòng loại, đội chủ nhà của giải đấu không được công bố trước khi vòng loại bắt đầu, mà chỉ được công bố sau đó trong quá trình vòng loại.

### Các đội vượt qua vòng loại
| Câu lạc bộ                | Tư cách vượt qua vòng loại | Tham dự vòng chung kết | Thành tích tốt nhất                    |
| ------------------------- | -------------------------- | ---------------------- | -------------------------------------- |
| PVF Hưng Yên              | Chủ nhà                    | 3 lần                  | Vòng bảng (2016, 2017)                 |
| Hà Nội                    | Nhất bảng A                | 8 lần                  | Vô địch (2013, 2015, 2016, 2018, 2019) |
| Hoàng Anh Gia Lai         | Nhì bảng A                 | 13 lần                 | Vô địch (2017)                         |
| Nam Định                  | Nhất bảng B                | 12 lần                 | Vô địch (2004, 2011)                   |
| SHB Đà Nẵng               | Nhì bảng B                 | 17 lần                 | Vô địch (2003, 2008, 2009)             |
| Viettel                   | Nhất bảng C                | 11 lần                 | Vô địch (1997, 1998, 1999, 2020)       |
| Học viện bóng đá Nutifood | Nhì bảng C                 | Lần đầu                | Lần đầu                                |
| Sông Lam Nghệ An          | Ba bảng C/Ba bảng tốt nhất | 16 lần                 | Vô địch (2000, 2001, 2002, 2012, 2014) |

1. ↑  Kế thừa thành tích của Thể Công.

## Địa điểm
Tất cả các trận đấu của vòng chung kết được tổ chức tại Trung tâm đào tạo bóng đá trẻ PVF, huyện Văn Giang, tỉnh Hưng Yên.

## Đội hình
Các cầu thủ từ 16 đến 21 tuổi (sinh từ ngày 1 tháng 1 năm 2000 đến ngày 31 tháng 12 năm 2005) có đủ điều kiện để tham dự giải đấu. Mỗi đội bóng phải đăng ký một danh sách gồm 18 đến 30 cầu thủ, trong đó có tối thiểu 2 thủ môn và tối đa 5 cầu thủ 22 tuổi (Quy định mục 5.2 và 7.2).

## Vòng bảng
Hai đội bóng đứng đầu mỗi bảng lọt vào vòng bán kết. Lễ bốc thăm chia bảng đã diễn ra vào lúc 14:00 ngày 18 tháng 12 năm 2021 tại hội trường Trung tâm đào tạo bóng đá trẻ PVF, huyện Văn Giang, tỉnh Hưng Yên.
Các tiêu chí xếp hạng
Các đội được xếp hạng theo điểm (3 điểm cho 1 trận thắng, 1 điểm cho 1 trận hòa và 0 điểm cho 1 trận thua), và nếu bằng điểm, các tiêu chí sau đây sẽ được áp dụng theo thứ tự, để xác định thứ hạng:
1. Điểm trong các trận đối đầu trực tiếp giữa các đội bằng điểm;
2. Hiệu số bàn thắng thua trong các trận đối đầu trực tiếp giữa các đội bằng điểm;
3. Số bàn thắng ghi được trong các trận đối đầu trực tiếp giữa các đội bằng điểm;
4. Nếu có nhiều hơn hai đội bằng điểm, và sau khi áp dụng tất cả các tiêu chí đối đầu ở trên, một nhóm nhỏ các đội vẫn còn bằng điểm nhau, tất cả các tiêu chí đối đầu ở trên được áp dụng lại cho riêng nhóm này;
5. Hiệu số bàn thắng thua trong tất cả các trận đấu bảng;
6. Số bàn thắng ghi được trong tất cả các trận đấu bảng;
7. Sút luân lưu nếu chỉ có hai đội bằng nhau và gặp nhau trong lượt trận cuối của bảng;
8. Điểm kỷ luật (thẻ vàng = –1 điểm, thẻ đỏ gián tiếp = –3 điểm, thẻ đỏ trực tiếp = –3 điểm, thẻ vàng và thẻ đỏ trực tiếp = –4 điểm);
9. Bốc thăm.

### Bảng A
| VT | Đội               | ST | T | H | B | BT | BB | HS | Đ | Giành quyền tham dự     |
| -- | ----------------- | -- | - | - | - | -- | -- | -- | - | ----------------------- |
| 1  | PVF Hưng Yên (H)  | 3  | 2 | 0 | 1 | 4  | 2  | +2 | 6 | Vòng đấu loại trực tiếp |
| 2  | Hoàng Anh Gia Lai | 3  | 1 | 2 | 0 | 4  | 3  | +1 | 5 | Vòng đấu loại trực tiếp |
| 3  | Viettel           | 3  | 1 | 1 | 1 | 5  | 6  | −1 | 4 |                         |
| 4  | SHB Đà Nẵng       | 3  | 0 | 1 | 2 | 4  | 6  | −2 | 1 |                         |

| SHB Đà Nẵng                               | 2–2      | Hoàng Anh Gia Lai                       |
| ----------------------------------------- | -------- | --------------------------------------- |
| - Phạm Đình Duy 44' - Lương Duy Cương 62' | Chi tiết | - Huỳnh Tiến Đạt 42' - Lê Hữu Phước 65' |

| PVF Hưng Yên                                                      | 3–1      | Viettel          |
| ----------------------------------------------------------------- | -------- | ---------------- |
| - Võ Nguyên Hoàng 17' - Nguyễn Hoàng Huy 45+1' - Tẩy Văn Toàn 53' | Chi tiết | Tống Văn Hợp 68' |

| Viettel                                          | 3–2      | SHB Đà Nẵng                          |
| ------------------------------------------------ | -------- | ------------------------------------ |
| - Nguyễn Sỹ Chiến 38' - Trần Danh Trung 42', 52' | Chi tiết | - Trần Vương 80' - Phạm Đình Duy 87' |

| Hoàng Anh Gia Lai  | 1–0      | PVF Hưng Yên |
| ------------------ | -------- | ------------ |
| - Vũ Minh Hiếu 19' | Chi tiết |              |

| PVF Hưng Yên        | 1–0      | SHB Đà Nẵng |
| ------------------- | -------- | ----------- |
| Trịnh Văn Chung 93' | Chi tiết |             |

| Viettel            | 1–1      | Hoàng Anh Gia Lai     |
| ------------------ | -------- | --------------------- |
| Nhâm Mạnh Dũng 68' | Chi tiết | Nguyễn Thanh Nhân 75' |

### Bảng B
| VT | Đội               | ST | T | H | B | BT | BB | HS | Đ | Giành quyền tham dự     |
| -- | ----------------- | -- | - | - | - | -- | -- | -- | - | ----------------------- |
| 1  | Hà Nội            | 3  | 3 | 0 | 0 | 5  | 2  | +3 | 9 | Vòng đấu loại trực tiếp |
| 2  | Học viện Nutifood | 3  | 2 | 0 | 1 | 6  | 5  | +1 | 6 | Vòng đấu loại trực tiếp |
| 3  | Sông Lam Nghệ An  | 3  | 1 | 0 | 2 | 6  | 5  | +1 | 3 |                         |
| 4  | Nam Định          | 3  | 0 | 0 | 3 | 1  | 6  | −5 | 0 |                         |

| Hà Nội                              | 2–1      | Nam Định              |
| ----------------------------------- | -------- | --------------------- |
| - Mạch Ngọc Hà 34' - Lê Xuân Tú 62' | Chi tiết | Đoàn Thanh Trường 75' |

| Sông Lam Nghệ An                                                | 3–4      | Học viện Nutifood                                                      |
| --------------------------------------------------------------- | -------- | ---------------------------------------------------------------------- |
| - Trần Mạnh Quỳnh 66' - Ngô Văn Lương 75' - Trần Quốc Thành 83' | Chi tiết | - Nguyễn Quốc Việt 51', 67' - Lê Quang Hiển 73' - Nguyễn Khánh Duy 90' |

| Học viện Nutifood    | 1–2      | Hà Nội                                          |
| -------------------- | -------- | ----------------------------------------------- |
| Nguyễn Quốc Việt 15' | Chi tiết | - Nguyễn Văn Tùng 57' - Thái Khắc Huy Hoàng 61' |

| Nam Định | 0–3      | Sông Lam Nghệ An                                              |
| -------- | -------- | ------------------------------------------------------------- |
|          | Chi tiết | - Hồ Văn Cường 12' - Nguyễn Văn Việt 8' - Trần Quốc Thành 26' |

| Sông Lam Nghệ An | 0–1      | Hà Nội              |
| ---------------- | -------- | ------------------- |
|                  | Chi tiết | Nguyễn Văn Tùng 51' |

| Học viện Nutifood          | 1–0      | Nam Định |
| -------------------------- | -------- | -------- |
| Nguyễn Thái Quốc Cường 81' | Chi tiết |          |

## Vòng đấu loại trực tiếp
Trong vòng đấu loại trực tiếp, loạt sút luân lưu sẽ được sử dụng để xác định đội thắng nếu tỷ số hoà sau 90 phút chính thức (không có hiệp phụ).

### Bán kết
| Hà Nội                                                                         | 1–1      | Hoàng Anh Gia Lai                                                        |
| ------------------------------------------------------------------------------ | -------- | ------------------------------------------------------------------------ |
| Vũ Đình Hai 82'                                                                | Chi tiết | Dụng Quang Nho 86'                                                       |
| Loạt sút luân lưu                                                              |          |                                                                          |
| Nguyễn Hai Long · Đặng Văn Tới · Mạch Ngọc Hà · Vũ Tiến Long · Nguyễn Văn Tùng | 5–4      | Lê Minh Bình · Văn Văn · Vũ Minh Hiếu · Nguyễn Cảnh Anh · Dụng Quang Nho |

| PVF Hưng Yên | 0–1      | Học viện Nutifood          |
| ------------ | -------- | -------------------------- |
|              | Chi tiết | Nguyễn Duy Kiên 82' (l.n.) |

### Chung kết
| Hà Nội | 0–1      | Học viện Nutifood      |
| ------ | -------- | ---------------------- |
|        | Chi tiết | Nguyễn Quốc Việt 90+1' |

## Thống kê

### Vô địch
| Vô địch Giải bóng đá Vô địch U-21 Quốc gia 2021 |
| ----------------------------------------------- |
| Học viện bóng đá Nutifood Lần thứ 1             |

### Các giải thưởng
Các giải thưởng dưới đây đã được trao sau khi giải đấu kết thúc:
| Vua phá lưới                         | Cầu thủ xuất sắc nhất                | Thủ môn xuất sắc nhất    | Giải phong cách   |
| ------------------------------------ | ------------------------------------ | ------------------------ | ----------------- |
| Nguyễn Quốc Việt (Học viện Nutifood) | Nguyễn Quốc Việt (Học viện Nutifood) | Nguyễn Duy Dũng (Hà Nội) | Học viện Nutifood |

### Cầu thủ ghi bàn
Đã có 39 bàn thắng ghi được trong 15 trận đấu, trung bình 2.6 bàn thắng mỗi trận đấu.